# Turnberry
Turnberry är en by i South Ayrshire, Skottland. Byn är belägen 9,5 km 
från Girvan. Orten har 149 invånare (1991).